# Окунев, Никита Потапович
Ники́та Пота́пович О́кунев (20 сентября 1868 — 1936) — московский служащий, мемуарист, автор «Дневника москвича» (1914—1924), вторая часть которого (с 1917 года) неоднократно переиздавалась в России.

## Биография
Поначалу был приказчиком у своего отца, выходца из крестьян, основавшего небольшое торговое дело в Москве. Затем в течение двадцати лет работал московским агентом различных пароходных компаний. В 1917—1918 годах служил в московском отделении пароходства «Самолёт», вскоре национализированного. Был заядлым театралом и книгочеем. Толстовец по своим убеждениям, с началом гонений на церковь всё чаще посещал церковные службы.
Окунев начал свои записки обывателя в 1914 году, в первый день войны. Фиксируя множество подробностей своего времени, от слухов и новостей до текущих бытовых проблем и цен на товары, он тщательно воспроизводит картину московской жизни в дни двух революций 1917 года, гражданской войны, становления власти большевиков и новой экономической политики советской власти. Дневник прерывается в 1924 году, вскоре после смерти Ленина. 
Жена Окунева закончила жизнь самоубийством, некоторые издатели «Записок» предполагают, что их автор также покончил с собой.